# Консулат Римской республики (1798—1799)
Консулат Римской республики 1798—1799 годов (итал. Consoli della Repubblica romana) — высший орган исполнительной власти Римской республики, члены которого (консулы) поочерёдно исполняли обязанности главы государства.

## Консулат как высшая исполнительная власть Римской республики
Римская республика возникла в 1798 году на территории упразднённого Папского государства после оккупации его армией Франции и была одной из дочерних республик Французской республики. Созданная французскими оккупационными властями, республика получила конституцию, составленную французскими представителями по образцу французской конституции III года, однако далеко не во всём её повторявшую.
В Конституции Римской республики от 20 марта 1798 года Консулату был посвящён раздел VI «Исполнительная власть» (итал. Titolo VI.  Potere esecutivo). Статья 134 Конституции гласила, что исполнительная власть в республике возложена на 5 консулов, назначаемых совместно законодательными советами (Трибунатом и Сенатом) от имени нации (итал. Art. 134 – Il potere esecutivo è delegato a cinque consoli nominati dai consigli legislativi che fanno allora тогда le funzioni di assemblea elettorale a nome della nazione). Составлявшие Консулат консулы были обязаны заботиться о внутренней и внешней безопасности Республики на основе её законов, обнародовать законы и осуществлять руководство вооруженными силами республики (ст. 147).

### Консулы
Консулами могли стать граждане республики не моложе 35 лет, женатые или овдовевшие (ст. 136). При этом статья 6 Конституции ограничивала круг римских граждан следующим образом: «Каждый человек, родившийся и проживающий в Римской республике, которому исполнилось 20 лет, который внесён в акты гражданского состояния, который прожил год на территории республики и платит прямые и персональные налоги, становится римским гражданином» (итал. Art. 6 – Ogni uomo nato e dimorante nella repubblica romana, il quale compiti i vent’un anni, si è fatto segnare nel registro civico, e ha quindi dimorato un anno nel territorio della repubblica e paga una contribuzione diretta di fondo o di persona, diviene cittadino romano. ) . Консул не мог отсутствовать более пяти дней без специального разрешения своих коллег и не мог ни при каких обстоятельствах удаляться от резиденции Консулата более чем на четыре мириаметра, что составляло 28 миль или 852 шагов (40 километров) от Рима (ст. 166). Консулат имел постоянную охрану (гвардию, (итал.  guardia abituale ), наполовину состоявшую из пехоты, наполовину — из кавалерии, и которая содержалась за счёт Республики (ст. 168). Гвардия сопровождала консулов во время публичных шествий и церемоний, шествуя впереди (ст. 169), а вне здания Консулата каждого консула сопровождали два охранника (ст. 170). Каждая воинская часть должна была отдавать Консулату или его членам высшие воинские почести (ст. 171).
Консулы Римской республики должны были содержаться и проживать за счёт республики в одном и том же здании (ст. 174), на содержание каждого из них в год выделялись средства равные стоимости 15 000 мириаграммов зерна, или 639 руби (старая итальянская мера веса, равная 294,46 литров) (ст. 175).

### Избрание консулов
Консулы избирались отдельно и последовательно Сенатом по списку из шести кандидатов, представленных Трибунатом. Список сокращался до двух кандидатур, из которых тайным голосованием избирался консул (ст. 135). Процедура повторялась до полного сформирования Консулата из 5 консулов. В соответствии со статьёй 137 консулы не могли быть назначены из членов Законодательных советов и из лиц, бывших консулами и министрами, но эта статья вступала в силу только начиная с XII года республиканской эры, то есть не ранее сентября 1803 года. (Во Франции, наоборот, начиная с VIII года, директора могли избираться только из этого контингента, в соответствии со ст. 135 Конституции III года). Начиная с первого дня VIII года (то есть с 23 сентября 1799 года) члены законодательных советов не могли были быть избраны консулами или назначены министрами ранее, чем через год после окончания срока их полномочий (ст. 138). Консулат должен был последовательно обновляться назначением нового консула взамен завершившего свой пятилетний срок, а в первые четыре года существования Консулата первые назначенные консулы выбывали по жеребьёвке (ст. 139). Консул мог быть переизбран на новый срок, но не ранее, чем через пять лет (ст. 140). При этом родственники консулов по восходящей и нисходящей линиям, их братья, дяди, племянники, двоюродные братья и пр. не могли быть консулами в одном с ними составе Консулата, хотя и могли быть избраны в него через определённое количество лет после прекращения полномочий родственника (ст. 141). Если консул умирал, подавал в отставку или по другой причине покидал свой пост, его преемник избирался законодательными советами в течение 10 дней. Из них пять дней давалось Трибунату на подбор кандидатур, и пять дней Сенату на выборы. Новый консул избирался только на остаток срока своего предшественника, однако, если этот остаток был меньше шести месяцев, его полномочия распространялись и на следующее пятилетие (ст. 142). Конституция Римской республики, (в отличие от французской) предполагала и ускоренную процедуру избрания консулов: в случае, если возникнет необходимость назначения более двух консулов, Трибунат и Сенат должны были провести все необходимые процедуры в четыре дня (ст. 143).

### Деятельность и полномочия консулов
Главой Консулата являлся Президент, избираемый на три месяца поочерёдно из состава пяти действующих консулов (таким образом, в Римской республике в течение года менялось четыре главы исполнительной власти). Президент имел право подписи и хранил печать Республики. Все законы и акты законодательных советов направлялись в Консулат на его имя (ст. 144). Консулат мог выносить решения, если на его заседании присутствовали три консула из пяти (ст. 145). Консулат мог выбирать секретаря для ведения делопроизводства, однако эти функции могли быть поручены и одному из консулов (ст. 146). Консулы коллективно командовали вооружёнными силами Республики, причём ни один из них не мог единолично принять командование ни в период срока своих полномочий, ни в последующие два года (ст. 147). Консулат назначал главнокомандующего, который не мог быть назначен из числа родственников консулов в соответствии со ст. 141 (ст. 149). Консулат также утверждал все назначения вплоть до звания капитана (назначения ниже звания капитана определялись отдельным законом, ст. 150) и мог отменить присвоение воинского звания любой степени (ст. 151).
Консулы были обязаны охранять и обеспечивать исполнение законов администрацией и в судах через назначаемых ими консульских префектов (ст. 152). Консулат также имел полномочия своим распоряжением немедленно задержать или арестовать любое лицо, если получал сведения о заговоре против безопасности государства, но обязан был передать арестованных судебным властям в течение 24 часов (ст. 148).
Для управления государством Консулат назначал от 4 до 6 министров (ст. 155), которые, не формируя Совет министров (ст. 156), осуществляли руководство нижестоящими властями (ст. 154) на основании законов и распоряжений консулов (ст. 157). Консулы назначали в каждый департамент квесторов, ответственных за сбор налогов (ст. 158), а также ответственных за сбор косвенных налогов и администрацию национальных имуществ (ст. 159).

### Подсудность консулов
Ни один из консулов, ни Консулат в целом, не могли быть преданы суду ни одной из законодательных палат, за исключением ряда случаев (ст. 162). На консулов распространялись гарантии членов законодательных советов, указанные в ст. 114—126 Конституции 20 марта и указанные в этих статьях юридические процедуры. Подсудность консулов и депутатов определялась ст. 114 (в случае совершения убийства и поимки на месте преступления) и ст. 116 (измена, антиконституционные намерения и пр. преступления против безопасности государства) (ст. 160). В случае, если более двух консулов были преданы суду, законодательные советы должны были избрать им временную замену (ст. 161).

### Взаимодействие консулата с законодательной властью
Любые требования отчёта или разъяснений со стороны Сената и Трибуната должны были предъявляться Консулату в письменном виде (ст. 163). Консулы ежегодно представляли Трибунату и Сенату отдельные письменные отчёты о государственных расходах, состоянии финансов и о раскрытых злоупотреблениях (ст. 164). С другой стороны Консулат мог в любое время письменно предложить Трибунату и Сенату рассмотреть любой вопрос, но не мог вносить законопроекты по этому вопросу (ст. 165). Консульство имело двух государственных посланников (итал. messaggeri di stato), которых могло назначать и увольнять. Посланники имели право посещать заседания Трибуната и Сената и передавали им послания консулов. Появлению посланников в законодательных советах предшествовал приход туда двух их преторов (итал. apparitori) (ст. 172).

## Различия между исполнительными властями Французской и Римской республик
Конституция Римской республики от 20 марта 1798 года хоть и была составлена по образцу французской Конституции III года, однако имела и отличия, что уже отмечалось выше. Если во Франции верховная исполнительная власть именовалась Директорией, то в Римской республике, в дань античной традиции — Консулатом. Если в Римской республике консулы должны были быть не моложе 35 лет, женатыми или овдовевшими (ст. 136), то во Франции членами Директории могли быть лица не моложе 40 лет, а их семейное положение не оговаривалось (ст. 134 Конституции III года). В VI разделе римской конституции отсутствовала серия статей касающихся колоний (ст. 155—156 Конституции III года), так как колоний у Римской республики не было, а также отсутствовали статьи, запрещавшие носителям высшей исполнительной власти покидать территорию республики в течение двух лет после своей отставки без разрешения законодательных палат (ст. 157—158 Конституции III года).
Учитывая размеры, экономику и подчинённое состояние Римской республики размер ежегодного содержания консула был снижен более чем в тридцать раз по сравнению с вознаграждением члена Директории: с 500 000 мириаграмм зерна до 15 000 мириаграмм.
При этом многие статьи двух Конституций, касавшиеся исполнительной власти, зеркально отражали друг друга (например, ст. 144—145 Конституции Римской республики и ст. 141—142 французской Конституции III года).

## История
Впервые консулы Римской республики были назначены в первый день её существования, 15 февраля 1798 года на срок до принятия конституции. 20 марта того же года был сформирован постоянный Консулат из пяти консулов. Консулы избирались в основном из римлян т. н. свободных профессий: временный консул Карло Луиджи Костантини (1739—1799) был адвокатом, его коллега Джоакино Пессути (1743—1814) — математиком, учившимся в Санкт-Петербурге, Эннио Квирино Висконти — известным археологом и историком, Анджело Стампа и Доменико Маджи — торговцами.

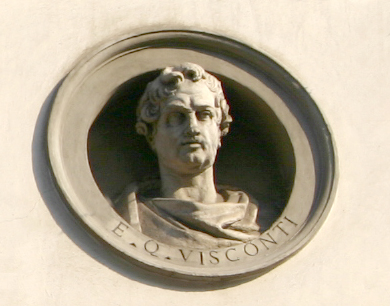
Скульптурное изображение Эннио Квирино Висконти, одного из консулов Римской Республики. Милан, палаццо Брентани.

Реальная власть консулов была сильно ограничена, так как в республике была законодательно признана и верховная власть командующего французской армией, который мог производить любые назначения и утверждать законы (ст. 369 Конституции 20 марта).
Формально выступая хранителями безопасности Римской республики, консулы не могли противостоять ни постоянному изъятию Францией финансовых средств Республики и её национальных имуществ, ни бесконтрольной деятельности на её территории французских коммерческих компаний. Вскоре и римские власти разных уровней, без санкции Франции, начали самовольно обкладывать население сборами и принудительными займами, присваивать национальные имущества и т. д.. В этих условиях уже в апреле 1798 года республиканским властям и французской армии пришлось столкнуться с вооружёнными выступлениями в департаментах, а в сентябре 1798 года, за два месяца до первого падении Республики, консулы распространили воззвание, в котором отмечали, что «законы не выполняются, публичная администрация бездействует, а каждая коммуна выглядит как обособленная республика, чуждая интересам великой семьи».
Второй состав Консулата, сформированный уже в сентябре 1798 года, вынужден был бежать из Рима перед тем, как 27 ноября город заняла неаполитанская армия, но был возвращён к власти 12 декабря французскими войсками генерала Жана-Этьена Шампьонне.
После окончательного падения Римской республики в 1799 году никто из временных или постоянных консулов больше не появлялся на политической арене Италии, а самый известный из консулов — Эннио Квирино Висконти в 1799 году эмигрировал во Францию, где служил смотрителем Лувра и занимался научными изысканиями. После падения французского господства в Италии в 1814 году деятели, сотрудничавшие с оккупационными властями, в том числе бывший консул Джоакино Пессути поверглись остракизму со стороны восстановленного Папского государства.

## Список консулов Римской Республики (1798—1799)
| Временные консулы ( 15 февраля — 20 марта 1798 года ) |                                      |                                     |
| Порядок                                               | Имя (рус.)                           | Имя (итал.)                         |
| 1.                                                    | Бриганти                             | Briganti                            |
| 2.                                                    | Карло Луиджи Костантини              | Carlo Luigi Costantini              |
| 3.                                                    | Пио Камилло, герцог Бонелли-Крешензи | Pio Camillo, duca Bonelli-Crescenzi |
| 4.                                                    | Джоаккино Пессути                    | Gioacchino Pessuti                  |
| 6.                                                    | Антонио Басси                        | Antonio Bassi                       |
| 7.                                                    | Доменико Маджи                       | Domenico Maggi                      |
| 8.                                                    | Анджело Стампа                       | Angelo Stampa                       |
| 9.                                                    | Либорио Анджелуччи                   | Liborio Angelucci                   |

| Первый консулат ( 20 марта — сентябрь 1798 года ) |                        |                        |
| Порядок                                           | Имя (рус.)             | Имя (итал.)            |
| 1.                                                | Либорио Анджелуччи     | Liborio Angelucci      |
| 2.                                                | Джакомо ди Маттеис     | Giacomo De Mattheis    |
| 3.                                                | Панацци                | Panazzi                |
| 4.                                                | Реппи                  | Reppi                  |
| 5.                                                | Эннио Квирино Висконти | Ennio Quirino Visconti |

| Второй консулат (сентябрь — 27 ноября 1798 года ) |                                |                                 |
| Порядок                                           | Имя (рус.)                     | Имя (итал.)                     |
| 1.                                                | Бриджи                         | Brigi                           |
| 2.                                                | Калисти                        | Calisti                         |
| 3.                                                | Франческо Пьерелли             | Francesco Pierelli              |
| 4.                                                | Джузеппе Рей                   | Giuseppe Rey                    |
| 5.                                                | Федерико Мария Доменико Микеле | Federico Maria Domenico Michele |

С 27 ноября по 12 декабря 1798 года Республика была оккупирована армией Неаполитанского королевства.
| Третий консулат ( 12 декабря 1798 года — 24 июля 1799 года ) |                                |                                 |
| Порядок                                                      | Имя (рус.)                     | Имя (итал.)                     |
| 1.                                                           | Бриджи                         | Brigi                           |
| 2.                                                           | Калисти                        | Calisti                         |
| 3.                                                           | Франческо Пьерелли             | Francesco Pierelli              |
| 4.                                                           | Джузеппе Рей                   | Giuseppe Rey                    |
| 5.                                                           | Федерико Мария Доменико Микеле | Federico Maria Domenico Michele |

## Президент Временного комитета Римской республики
- Перилье (фр. Périller) (24 июля — 30 сентября 1799 года)[14].